# 下口凹腹鱈
下口凹腹鱈，為輻鰭魚綱鱈形目鼠尾鱈科的其中一種。分布於東南太平洋薩拉戈麥斯島海域，屬深海底棲魚類，棲息深度在345-790公尺，體長可達24公分，棲息在底層水域，生活習性不明。